# Ateloglutus ruficornis
Ateloglutus ruficornis är en tvåvingeart som beskrevs av Aldrich 1934. Ateloglutus ruficornis ingår i släktet Ateloglutus och familjen parasitflugor. Inga underarter finns listade i Catalogue of Life.